# Billy Martin
Billy Martin, född William George Martin 15 juni 1981 i Annapolis, Maryland, är en amerikansk musiker som spelar gitarr och på senare tid även keyboard i poppunkbandet Good Charlotte. Han har tidigare varit sångare i bandet Overflow, som han startade tillsammans med Steve Sievers.
Billy Martin uppträdde i filmen Not Another Teen Movie från 2001 tillsammans med bandkompisarna i Good Charlotte.
Utöver musiken ägnar sig Martin även åt måleri och kläddesign. Han har ett klädesmärke tillsammans med vännen Steve Sievers som heter Level 27 Clothing. Martin lade ner Level 27 Clothing i december 2009.
Martin illustrerade Good Charlottes tredje album, The Chronicles of Life and Death, och har även en egen hemsida för sin konst.
Martin är vegetarian och en aktiv medlem i djurrättsorganisationen PETA.
1. mars 2008 giftade Martin sig med hårstylisten Linzi Williamson. Paret fick sonen Dreavyn Kingslee Martin 26. januari 2009 i Pasadena, Kalifornien.

## Diskografi
Album med Good Charlotte
- Good Charlotte (2000)
- The Young and the Hopeless (2002)
- The Chronicles of Life and Death (2004)
- Good Morning Revival (2007)
- Cardiology (2010)
- Youth Authority (2016)
- Generation Rx (2018)